# Aconodes
Aconodes is een kevergeslacht uit de familie van de boktorren (Cerambycidae). De wetenschappelijke naam van het geslacht werd voor het eerst geldig gepubliceerd in 1857 door Pascoe.

## Soorten
Aconodes omvat de volgende soorten:
- Aconodes affinis (Breuning, 1940)
- Aconodes bilobatus (Breuning, 1939)
- Aconodes bulbosa Breuning, 1956
- Aconodes costatus (Guérin-Méneville, 1843)
- Aconodes euphorbiae Holzschuh, 2003
- Aconodes latefasciatus Holzschuh, 1984
- Aconodes lima Holzschuh, 1989
- Aconodes montanus Pascoe, 1857
- Aconodes multituberculatus (Breuning, 1947)
- Aconodes nepalensis Heyrovský, 1976
- Aconodes obliquatus (Breuning, 1939)
- Aconodes pedongensis Breuning, 1956
- Aconodes persimilis (Breuning, 1939)
- Aconodes piniphilus Holzschuh, 2003
- Aconodes sikkimensis (Breuning, 1940)
- Aconodes subaequalis (Aurivillius, 1922)
- Aconodes submontanus (Breuning, 1949)
- Aconodes submontanus Breuning, 1975
- Aconodes truncatus (Breuning, 1939)
- Aconodes tuberculatus (Breuning, 1940)